# Дескорт
Деско́рт — різновид кансони, ліричний жанр, створений трубадурами і запозичений труверами. За формою близький до жанру ле.
Тексти дескорту, як і ле, мають одну характерну особливість: кожна їхня строфа має власну, відмінну від інших строф будову, таким чином, їхня мелодійна структура була прямо протилежна до пісенної. У дескорті цей ефект досягається навмисно і входить до ряду мотивів. Дескорт трубадура Раймбаута де Вакейраса настільки витончений, що всі його строфи не лише мають різну форму, але й написані різними мовами.